# NGC 6174
NGC 6174 је елиптична галаксија у сазвежђу Херкул која се налази на NGC листи објеката дубоког неба.
Деклинација објекта је + 40° 52' 30" а ректасцензија 16h 29m 23,8s. Привидна величина (магнитуда) објекта NGC 6174 износи 14,0 а фотографска магнитуда 15,0. NGC 6174 је још познат и под ознакама MCG 7-34-82, CGCG 224-47, NPM1G +40.0423, 3ZW 82, PGC 58334.